# František Kneidl
František Kneidl, křtěný František Serafinský (3. října 1855 Tymákov – 24. května 1928 Praha-Karlín), byl český pedagog, publicista, numismatik a spisovatel.

## Život
František Kneidl se narodil v Tymákově do rodiny učitele Františka Kneidla a jeho ženy Barbory roz. Klírové. Základní vzdělání absolvoval ve svém rodišti, kde působil i jeho otec a poté pokračoval v Plzni na nižším gymnáziu. Následně vystudoval učitelský ústav v Praze a svůj další profesní život zasvětil učitelování. Jeho prvním působištěm byla škola v Radnicích poté na Kladně a od roku 1878 v Karlíně. V roce 1881 se zde také oženil s Karolínou Kosovou.
Postupem času se jeho činnost rozvíjela a krom výuky na základních školách vyučoval rovněž v Ženském výrobním spolku a na "Kupecké škole", kde byl i jejím ředitelem. Jeho činnost jako pedagoga se již neomezovala pouze na školu v níž působil, ale rozvíjela se též ve školství průmyslovém. Přispíval do různých pedagogických časopisů, vydal učebnice pro měšťanské školy jako např. početnice a učebnici zeměpisu či obrazový atlas mincí atd.
Koncem května roku 1928 byl raněn mrtvicí, bezprostředně poté zemřel a následně byl pohřben na Olšanech.
František Kneidl působil v různých spolcích, jako např. v Občanské záložně, Cyrilské jednotě jíž byl předsedou a v Ústřední matici školské, kde se nejvíce angažoval a kde působil od jejího počátku. Od roku 1898 byl zástupcem učitelstva okresu karlínského v tamější okresní školní radě.

## Dílo

### Učenice
- Kneidlova početnice pro první třídu měšťanských škol [7]
- Kneidlova početnice pro třetí třídu měšťanských škol[8]
- Početnice pro druhou třídu měšťanských škol[9]
- Početnice pro měšťanské školy dívčí rok z roku 1894[10]
- Početnice pro měšťanské školy dívčí.rok z roku 1888[11]
- Početnice pro měšťanské školy chlapecké[12]
- Početnice pro měšťanské školy chlapecké[13]
- Početnice pro první třídu měšťanských škol[14]
- Učebnice zeměpisná pro školy měšťanské[15]
- Učebnice zeměpisu pro školy měšťanské. Prvý stupeň[16]